# Lukas Flückiger

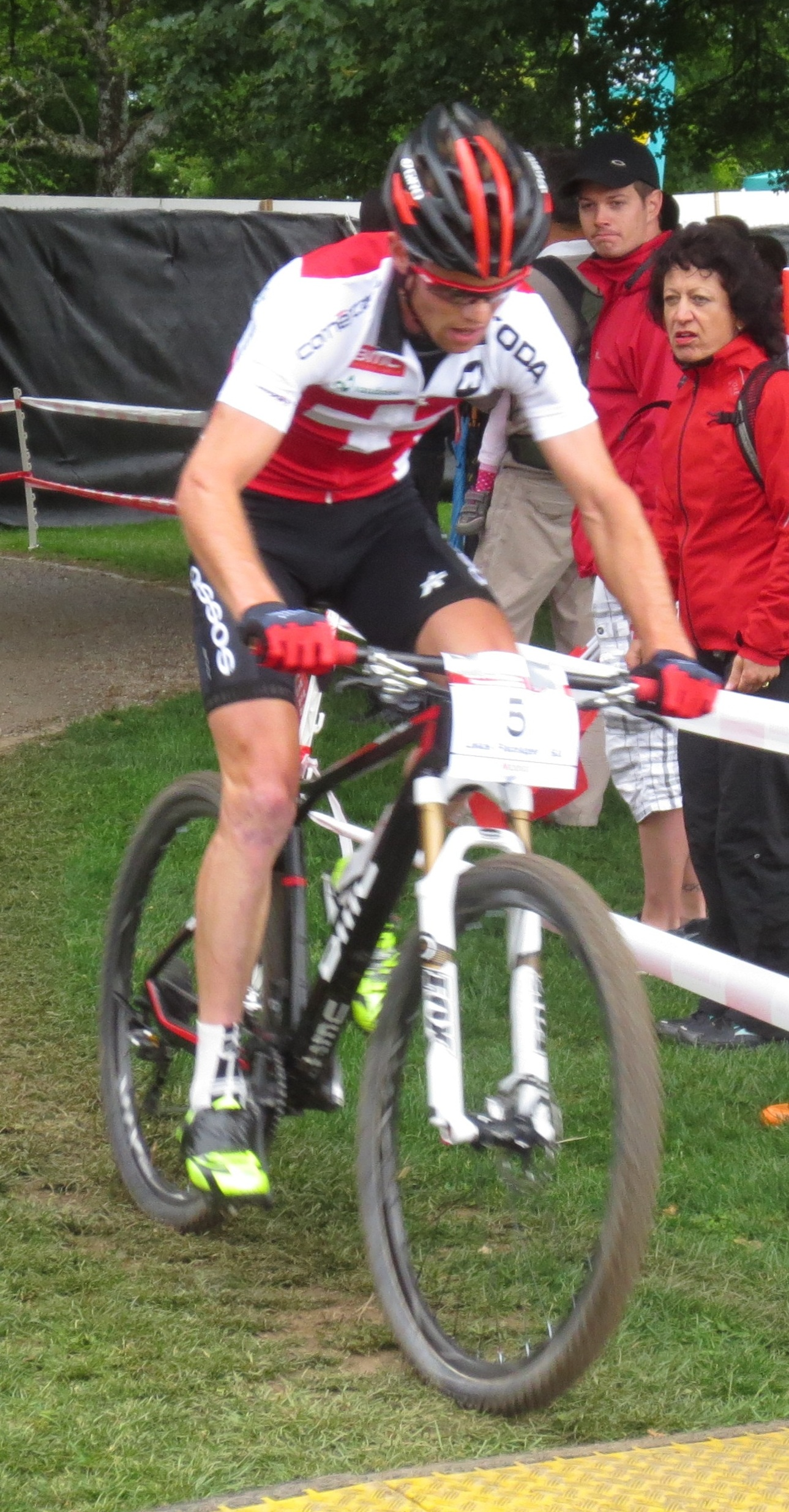
Lukas Flückiger bei der Europameisterschaft 2013

Lukas Flückiger (* 31. Januar 1984 in Ochlenberg) ist ein Schweizer Cyclocross- und Mountainbikefahrer.
Lukas Flückiger gewann bei den Mountainbike-Weltmeisterschaften 2005 in Livigno die Silbermedaille im Cross Country der U23-Klasse. Ausserdem war er später beim Cyclo-Cross in Rennaz-Noville erfolgreich. 2008 wurde er Dritter bei der Schweizer Crossmeisterschaft und gewann das Internationale Radquer in Frenkendorf sowie den Grand Prix International Cyclocross in Sion.
Im Jahr 2012 wurde er Silbermedaillen-Gewinner an der Cross-Country-Weltmeisterschaft in Saalfelden, Österreich, vor seinem Bruder Mathias Flückiger und hinter dem Weltmeister Nino Schurter.
Im Juni 2015 wurde er Zweiter bei den Europaspielen.
Sein jüngerer Bruder Mathias Flückiger wurde unter anderem auf dem Mountainbike Junioren-Europa- und Weltmeister.

## Erfolge – Cyclocross
2005/2006
- Cyclo-Cross Rennaz-Noville, Rennaz

2008/2009
- Internationales Radquer Frenkendorf, Frenkendorf
- Grand Prix International Cyclocross Sion-Valais, Sion

2009/2010
- Internationales Radquer Frenkendorf, Frenkendorf
- Grand Prix 5 Sterne Region, Beromünster
- Schweizer Meister im Querfeldeinrennen

2010/2011
- Grand Prix 5 Sterne Region, Beromünster

2011/2012
- Internationales Radquer Uster, Uster

2012/2013
- USGP of Cyclocross Planet Bike Cup 2, Sun Prairie
- Flückiger Cross, Madiswil

2013/2014
- Schweizer Meister im Querfeldeinrennen

## Erfolge – Mountainbike
2007, 2008 und 2013
- Zweiter bei der Schweizer Meisterschaft im Cross-Country

2009, 2010, 2015 und 2016
- Dritter bei der Schweizer Meisterschaft im Cross-Country

2012
- Cross-Country Weltmeisterschaft in Saalfelden (Österreich)